# Tavola di Pella

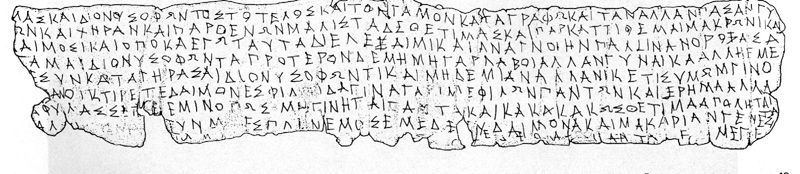
Trascrizione del testo della tavola di Pella.

La tavola di Pella è un'incisione su un rotolo di piombo, risalente al III o IV secolo a.C., contenente un testo con funzioni magico-rituali: un katadesmos (greco: κατάδεσμος), una sorta di maledizione o incantesimo magico d'amore.
Fu rinvenuta a Pella nel 1986 e fu pubblicata su Hellenic Dialectology del 1993.
Si tratta di uno dei rari testi ritrovati in antico macedone.

## Contenuto

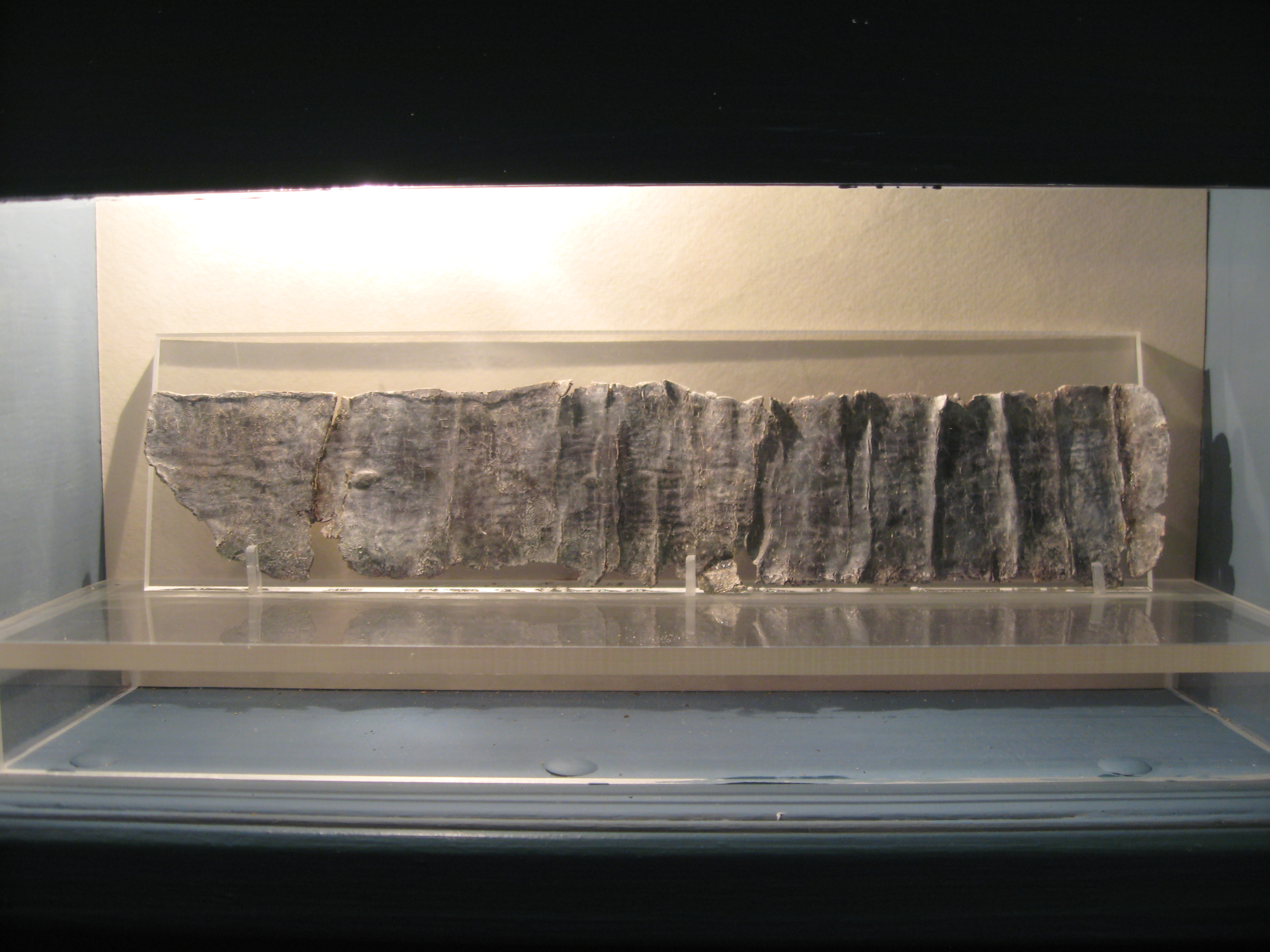
La tavola di Pella.

Il katadesmos di Pella fu scritto da una donna, forse di nome Dagina, il cui amato Dionysophōn (voce di Dioniso) sembra sul punto di sposare la rivale in amore, Thetima (colei che onora gli dei). Dagina invoca in suo aiuto "Makron e i demoni" (parkattithemai makrōni kai [tois] daimosi), affinché Dionysophōn sposi lei e non la sua rivale, oppure non sposi nessuna fino al momento in cui sarà ella stessa a recuperare e svolgere il rotolo di piombo
Incantesimi di questo tipo venivano in genere incisi su materiali non deperibili, come, in questo caso, il piombo, o, in altri casi, pietra o argilla indurita: venivano poi sepolti in gran segreto per garantirne l'integrità materiale e, con essa, la permanenza nel tempo degli effetti magici.

### Lingua
La lingua utilizzata è un dialetto parlato nella Grecia dorica; dal lessico utilizzato, è possibile anche "intuire" il basso livello culturale dell'autrice.
Brixhe e Panayotou pensano a una probabile origine macedone del testo, ma suggeriscono anche che forse la popolazione di Pella non era omogenea a livello autoctono e preferiscono aspettare un secondo ritrovamento prima di pronunciarsi in maniera definitiva..

### Testo e traduzione
1. [ΘΕΤΙ]ΜΑΣ ΚΑΙ ΔΙΟΝΥΣΟΦΩΝΤΟΣ ΤΟ ΤΕΛΟΣ ΚΑΙ ΤΟΝ ΓΑΜΟΝ ΚΑΤΑΓΡΑΦΩ ΚΑΙ ΤΑΝ ΑΛΛΑΝ ΠΑΣΑΝ ΓΥ
2. [ΝΑΙΚ]ΩΝ ΚΑΙ ΧΗΡΑΝ ΚΑΙ ΠΑΡΘΕΝΩΝ ΜΑΛΙΣΤΑ ΔΕ ΘΕΤΙΜΑΣ ΚΑΙ ΠΑΡΚΑΤΤΙΘΕΜΑΙ ΜΑΚΡΩΝΙ ΚΑΙ
3. [ΤΟΙΣ] ΔΑΙΜΟΣΙ ΚΑΙ ΟΠΟΚΑ ΕΓΟ ΤΑΥΤΑ ΔΙΕΛΕΞΑΙΜΙ ΚΑΙ ΑΝΑΓΝΟΙΗΝ ΠΑΛLΙΝ ΑΝΟΡΟΞΑΣΑ
4. [ΤΟΚΑ] ΓΑΜΑΙ ΔΙΟΝΥΣΟΦΩΝΤΑ ΠΡΟΤΕΡΟΝ ΔΕ ΜΗ ΜΗ ΓΑΡ ΛΑΒΟΙ ΑΛΛΑΝ ΓΥΝΑΙΚΑ ΑΛΛ Η ΕΜΕ
5. [ΕΜΕ Δ]Ε ΣΥΝΚΑΤΑΓΗΡΑΣΑΙ ΔΙΟΝΥΣΟΦΩΝΤΙ ΚΑΙ ΜΗΔΕΜΙΑΝ ΑΛΛΑΝ ΙΚΕΤΙΣ ΥΜΩΝ ΓΙΝΟ
6. [ΜΑΙ ΦΙΛ]ΑΝ ΟΙΚΤΙΡΕΤΕ ΔΑΙΜΟΝΕΣ ΦΙΛ[Ο]Ι ΔΑΓΙΝΑΓΑΡΙΜΕ ΦΙΛΩΝ ΠΑΝΤΩΝ ΚΑΙ ΕΡΗΜΑ ΑΛΛΑ
7. [....]Α ΦΥΛΑΣΣΕΤΕ ΕΜΙΝ Ο[Π]ΩΣ ΜΗ ΓΙΝΕΤΑΙ ΤΑ[Υ]ΤΑ ΚΑΙ ΚΑΚΑ ΚΑΚΩΣ ΘΕΤΙΜΑ ΑΠΟΛΗΤΑΙ
8. [....]ΑΛ[-].ΥΝΜ .. ΕΣΠΛΗΝ ΕΜΟΣ ΕΜΕ ΔΕ [Ε]Υ[Δ]ΑΙΜΟΝΑ ΚΑΙ ΜΑΚΑΡΙΑΝ ΓΕΝΕΣΤΑΙ
9. [-]ΤΟ[.].[-].[..]..Ε.Ε.Ω[?]Α.[.]Ε..ΜΕΓΕ [-]
1. Sulle nozze di [Theti]ma e Dionysophon io invoco una maledizione, su tutte le altre
2. donne, vedove e vergini, ma in particolare su Thetima, e mi affido a Makron e
3. [ai] demoni che solo quando io scavo e srotolo e ri-leggo questo,
4. possono loro sposare Dionysophon; ma non prima; e non possa lui sposare qualsiasi donna, ma me;
5. e io possa diventare vecchia insieme a Dionysophon, e nessun altro; Io [sono] la tua supplicante:
6. Abbiate pietà della [vostra cara] Dagina(?), cari demoni, perché io sono abbandonata da tutti i miei cari.
7. Ma tenete presente la mia causa, in modo tale che questi eventi non accadano e la misera Thetima perisca miseramente
8. e a me concedete gioia e felicità.

## Datazione e significato
L'editore del testo data il manufatto intorno alla metà del IV secolo a.C., per questioni paleografiche riguardanti la forma delle lettere e per il linguaggio utilizzato.; mentre il professor Edmonds, del Bryn Mawr College, preferisce una datazione più vicina al III secolo a.C.
Nell'Oxford Classical Dictionary, Olivier Masson scrive: "In contrasto con i precedenti pareri esistenti su un dialetto eolico, dobbiamo ora pensare a un collegamento con il Nord-Ovest Greco. Questa tesi è supportata dalla scoperta a Pella di un'iscrizione risalente al IV secolo a.C. che potrebbe essere il primo ritrovamento di un testo "macedone" (pubblicazione provvisoria di E. Voutyras; cfr. Bulletin Epigraphique in Rev. Et. Grec. 1994, no.413)".
Dello stesso parere è James L. O'Neil (dell'Università di Sydney) che espose le sue idee all'Australasian Society for Classical Studies in un dibattito intitolato "Forme doriche nelle iscrizioni macedoni": "Una tavola del IV secolo a.C. ritrovata a Pella con incisa una maledizione riporta parole che nella forma sono chiaramente doriche, ma una forma diversa di dorico derivato da un dialetto parlato in zone limitrofe alla Macedonia. Altre tre iscrizioni, molto corte e risalenti sempre al IV secolo a.C., sono sempre doriche. Questo dimostra che un dialetto dorico fu parlato nella Macedonia. Anche iscrizioni più tarde sono sempre in dorico e questo vuol dire che il dialetto nativo macedone era divenuto inidoneo per i documenti scritti".